# Jean-Baptiste Lebel
Jean Baptiste Lebel (né le 15 septembre 1888 à Saint-Cœur-de-Marie et décédé à Val D’Or le 6 avril 1966) est un entrepreneur forestier et pionnier du Nord-du-Québec. Il est un acteur important du développement économique de l’Abitibi. La ville de Lebel-sur-Quévillon est nommée en son honneur.

## Biographie

### Jeunesse
Né à Saint-Cœur-de-Marie au Lac-St-Jean, il est le fils de Georges Lebel et de Louise Charest. À 10 ans, il quitte l’école pour aider son père sur la ferme familiale. À 13 ans, il devint bûcheron et commence son apprentissage du monde forestier.
En 1923, il débute un métier de contremaître à Parent, en Mauricie. En 1929, les difficultés économiques le poussent pratiquement à la faillite. En 1931, il reprend des travaux forestiers à Clova. Ce village est à l'époque, la seule porte d’entrée à l’est vers un territoire nouvellement ouvert à la colonisation : l’Abitibi. Ses arbres servent alors à alimenter les usines de pâtes de E.B Eddy, Howard Smith et Canadian Paper.

### Arrivée en Abitibi
De 1938 à 1940, Lebel établit un chantier à Colombière. En 1943, il s’associe avec un ami, pour former la compagnie Lebel & Murdock et poursuit dans le domaine de l’approvisionnement de l'industrie des pâtes et papiers. En 1945, il quitte la compagnie et s’installe à Senneterre à son propre compte.
En 1946, il s’implique dans le prolongement de ligne de chemin de fer entre Barraute et les chutes Kiask. Le projet est réalisé en 1949. À la même époque, la Canadian Paper et Howard Smith exploitent la forêt au nord de Senneterre pour leurs usines de pâtes en Mauricie et en Ontario. Jean-Baptiste Lebel est leur homme de confiance mais souhaite que la matière première soit traitée sur place, plutôt que d'être simplement expédiée dans d'autres régions.
Jean-Baptiste Lebel est un homme plein de projets et élabore de multiples projets afin d'assurer le développement économique, industriel et énergétique du nord-ouest québécois. En novembre 1947, il élabore un projet de pulperie à Senneterre. En mars 1948, il développe un vaste projet d’un moulin à pulpe dissolvante et de rayonne à Senneterre. Le projet prévoit une alimentation en électricité grâce à la rivière Mégiscane. Peu après il élabore un projet plus ambitieux : la construction d’une pulperie de 1000 tonnes au lac Matagami. Le financement est assuré, mais il se heurte au problème de l’alimentation en électricité. Il développe alors le projet de créer deux centrales hydro-électriques, sur le rivières Nottaway et Broadback, fournissant un total de 700 000 chevaux vapeur. Ce projet réglerait aussi les problèmes d’alimentations en électricité de l’Abitibi. Il rêve aussi de relier grâce au train, l’Ungava, Chibougamau et l’Abitibi. Il souhaite aussi développer une « ceinture d’électricité », reliant la Manicouagan et le nord du Québec afin d’alimenter toute la province. Il présente une étude au gouvernement provincial afin d'établir un prix à l’échelle provinciale pour l’électricité.
Aux élections provinciales de juillet 1948, l’Union Nationale de Maurice Duplessis est portée au pouvoir. À une époque ou la partisanerie politique était répandue, Jean-Baptiste Lebel, considéré comme un partisan du parti Libéral, voit ses projets accueillis avec tiédeur.

### Rapide-Des-Cèdres
En 1948, il installe ses bureaux à Rapides-des-Cèdres, au 49e  parallèle, au bord de la rivière Bell. Il y coordonne les contrats de ses clients ontariens et de l’Estrie. Il y engage des sous-traitants, jusqu’à 22 au début des années 1950, en charge de plusieurs équipes de bûcherons. Ils seront jusqu'à 1200 sous les ordres de Lebel,.
En 1949, Lebel ouvre une usine de rabotage à Barraute. Il souhaite aussi y créer une usine de briques, mais son produit ne pouvant être approuvé, l’usine de brique blanche ne vit jamais le jour. Il s’implique aussi dans la création du Conseil d’Orientation économique de l'Abitibi et s'implique dans plusieurs dossiers : électrification de la région, construction d’un entrepôt frigorifique et d'un abattoir, problèmes de drainage en agriculture, etc.
En novembre 1949 il travaille au projet de prolongement de la ligne de chemin de fer de Rapide-des-Cèdres à Chibougamau. Afin de prouver ce besoin essentiel, il a opéré un service de cargaison pour le transport de barils d’huile et d’essence et divers instruments  pour l’industrie minière entre Rapide-des-Cèdres et Chapais par tracteur. Le projet est accepté et la construction est entreprise entre 1954 et 1957.

### Implications politiques
Jean-Baptiste Lebel est un proche du parti Libéral. En  1948, il est nommé Vice-président honoraire du conseil d’administration du parti en région. Il entretient une bonne relation avec Jean Lesage avec Gérard Saucier, ainsi qu'avec le ministre des Terres et Forêts, Lucien Cliche.

### Lebel-sur-Quévillon et fin de vie

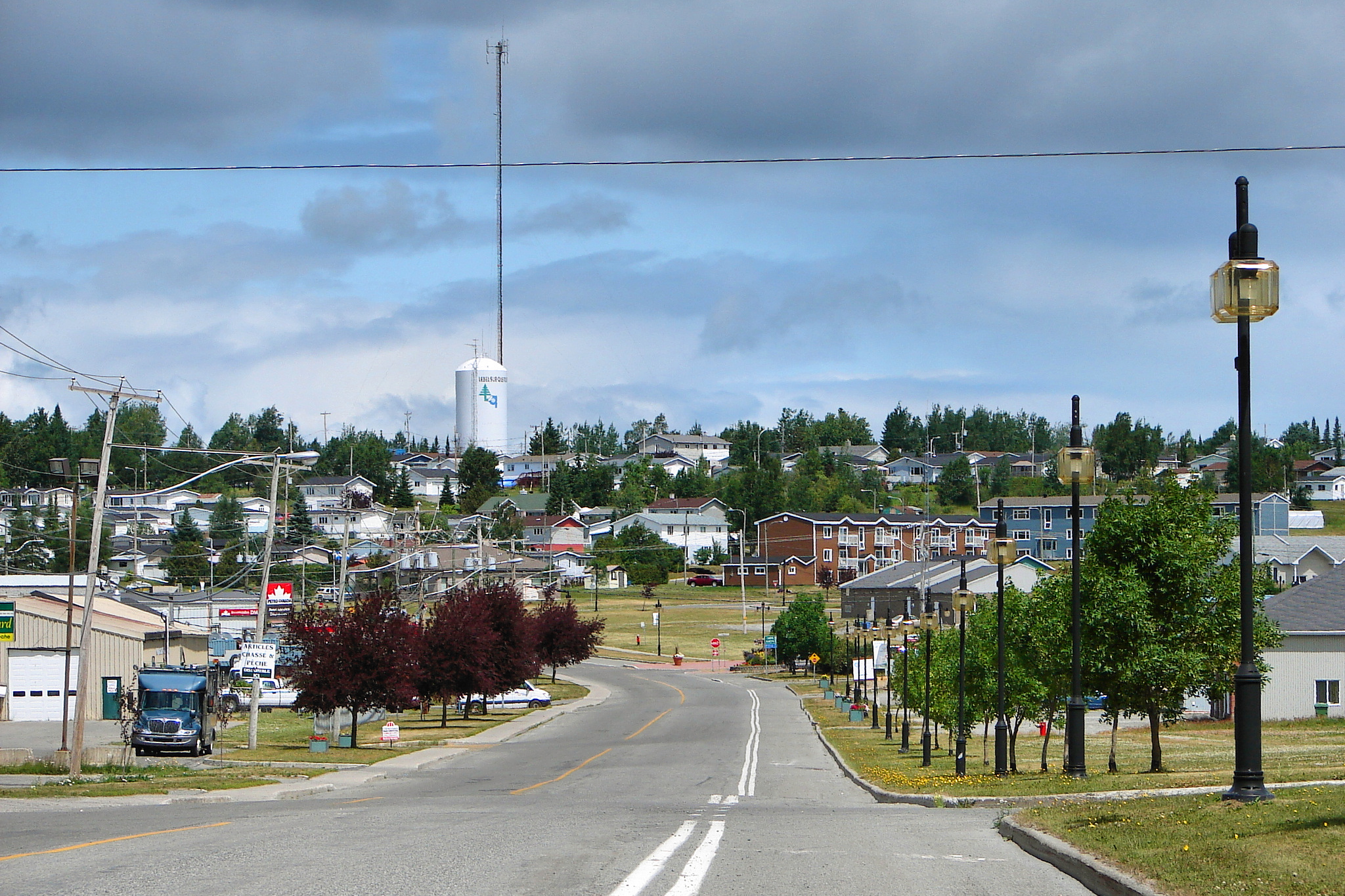
Lebel-sur-Quévillon en 2012.

En 1961, la compagnie Domtar achète la compagnie Howard Smith et se lance dans l'industrie des pâtes et papiers. Jean Lesage, nomme alors Lucien Cliche Ministre des Terres et Forêts. Ce dernier entreprend alors des démarches pour implanter une usine de pâtes et papiers en Abitibi. En août 1964, Domtar annonce la construction d’une usine de pâte kraft en Abitibi. La compagnie envisage alors de construire ses installations à Matagami. À la suite des représentations et des pressions du ministre Cliche et de Jean-Baptiste Lebel, la compagnie décide finalement d'installer son usine près du lac Quévillon et d'y créer une ville de compagnie,.
En janvier 1965, Lucien Cliche annonce à Jean-Baptiste Lebel que la nouvelle ville sera nommée Lebel-sur-Quévillon, en son honneur. M. Lebel est alors atteint de leucémie. Il décède à Val D’Or le 6 avril 1966, 5 mois avant l'ouverture de la ville qu'il a contribué à fonder. Il décède avec très peu de richesse. Au cours de sa vie, il a investi pratiquement tout son argent dans ses entreprises et projets de développement. Sa scierie de Rapide-des-Cèdres ferme ses portes l'année de son décès.

## Toponymie
La ville de Lebel-sur-Quévillon est nommée en l'honneur de Jean-Baptiste Lebel.

## Archives
Les archives de Jean-Baptiste Lebel sont conservées à la Société d'histoire et de généalogie de Val-d'Or, à Val-d'Or.  